# Едоардо Маздеа
Едоардо Маздеа (італ. Edoardo Masdea, 23 липня 1849 року, Неаполь - 12 травня 1910 року, Рим) - італійський політик та генерал.

## Життєпис
Як інженер та генерал Корпусу інженерів флоту (італ. Corpo del genio della Marina), Едоардо Маздеа спроектував різні типи військових кораблів Королівських ВМС Італії, серед яких броненосні крейсери типу «Веттор Пізані», а також, під керівництвом Бенедетто Бріна, броненосні крейсери типу «Джузеппе Гарібальді», частина яких успішно була продана за кордон. Також його проектами були броненосні крейсери типу «Піза» і «Сан-Джорджо», а також перший лінкор (або «дредноут», за ім'ям першого збудованого корабля цього типу) у складі ВМС Італії «Данте Аліг'єрі».

## Нагороди

### Італійські нагороди
- Орден Святих Маврикія та Лазаря
- Орден Корони Італії
- Хрест за вислугу років на військовій службі (італ. Croce per anzianità di servizio militare)

### Закордонні нагороди
- Орден Почесного легіону